# ジョン・マクガハン
ジョン・マクガハン（John McGahern, 1934年11月12日 – 2006年3月30日）は、アイルランド出身の作家。
マクガハンはアイルランドの首都ダブリンに生まれた。ロスコモン県、リートリム県などで子供時代を過ごした。St. Patrick's College of Educationを卒業後、小学校の教師として働きながら小説の執筆に励んだ。後に英文学者として著名になるデクラン・キバードは教え子の一人である。1963年の処女作 "The Barracks" に続いて1965年発表した小説『青い夕闇』 ("The Dark") が性的描写により発行禁止となったことを受け、学校を解雇されてしまう。
マクガハンの代表作は、1990年に発表された "Amongst Women" である。この作品では独立戦争と内戦を生き抜いた元IRAメンバーである主人公が、暴君として家庭を支配する様を描いた。この他、アイルランド文学の伝統でもある短編小説の名手としても知られる。
マクガハンはアイルランドを代表する芸術家で組織される Aosdána のメンバーであり、世界各国において数々の文学賞を受賞しており、現代アイルランド文学における第一人者と見なされている。 アイルランドの他、アメリカ合衆国、カナダ、イングランドなどの大学で教鞭をとった他、日本にも来日し講義を行った経験がある。1991年にはダブリン大学トリニティ・カレッジから名誉博士号を授与された。
2006年3月30日、71歳のマクガハンはダブリンのマーター総合病院においてガンのため死去した。

## 作品
長編小説
- The Barracks (1963) AE記念賞
- The Dark (1965)『青い夕闇』東川正彦訳 国書刊行会 2005年 ISBN 4336047081
- The Leavetaking (1975)
- The Pornographer (1980)『ポルノグラファー』豊田淳訳 2011年
- Amongst Women (1990)『女たちのなかで』東川正彦訳 国書刊行会 2015年 アイリッシュ・タイムズ文学賞 (1991年), GPA賞 (1992年), ブッカー賞ノミネート (1990年)
- That They May Face the Rising Sun (2001)『湖畔』東川正彦訳 国書刊行会 2010年 国際IMPACダブリン文学賞ノミネート

ノンフィクション
- Memoir (2005)『小道をぬけて』東川正彦訳 国書刊行会 2007年

短編集
- Nightlines (1970)
- Getting Through (1978)
- High Ground (1985)
- Collected Stories (1992) 当作に納められた34の短編の内15作を取り上げ翻訳されている。
『男の事情女の事情』 清水重夫他訳 国書刊行会 2004年 ISBN 433604631X
My Love, My Umbrellaは柴田元幸編の下作品に表題作として収録された。（ジョン・マッギャハン作）
『僕の恋、僕の傘』 柴田元幸編・訳 角川書店 1993年 ISBN 4047913170

戯曲など
- Sinclair (1971) (ラジオ)
- Swallows (1975) (テレビ)
- The Rockingham Shoot (1987) (テレビ)
- The Power of Darkness (1991) (演劇)

映画など
- Amongst Womenは1998年にドラマ化された。監督トム・カーンズ、主演トニー・ドイル
- 短編『朝鮮』"'Korea'"は1995年に映画化され、コペンハーゲン映画祭において最優秀映画賞を、シアトル映画祭において観客賞を受賞した。